# Malè
Malè es una localidad y comune italiana de la provincia de Trento, región de Trentino-Alto Adigio, con 2.123 habitantes. Es la principal localidad de Val di Sole.

## Evolución demográfica
| Gráfica de evolución demográfica de Malè entre 1861 y 2001 |
|                                                            |
| Fuente ISTAT - elaboración gráfica de Wikipedia            |